# Кодекс федеральних регулювань

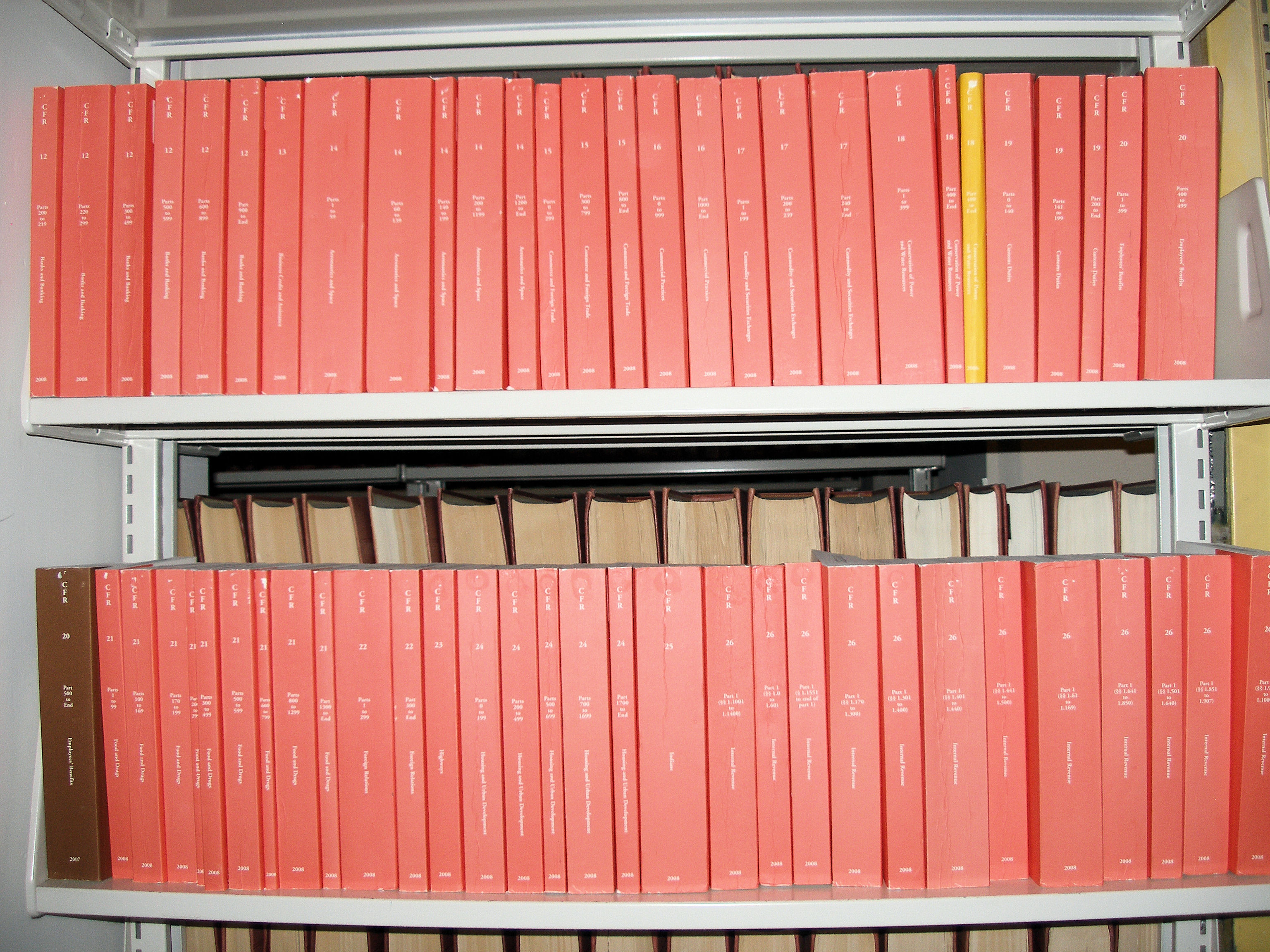
Кілька томів CFR у юридичній бібліотеці (Глави 12–26)

У праві Сполучених Штатів Кодекс федеральних регулювань (CFR) — це кодифікація загальних та постійних законів, регулювань, виданих виконавчими департаментами та агентствами федерального уряду Сполучених Штатів. Кодекс поділено на 50 глав, які репрезентують сфери, що підлягають федеральному регулюванню.
Щорічне видання Кодексу федерального регулювання публікується як спеціальний випуск Федерального реєстру Управлінням федерального реєстру (що є установою Національного управління архівів та документації) та Урядовим видавничим бюро. Окрім цього щорічного видання, Кодекс федерального регулювання публікується онлайн на вебсайті Electronic CFR (eCFR), який оновлюється щодня.

## Передісторія
Конгрес часто делегує повноваження видавати нормативні акти для регулювання певної сфери агентству виконавчої гілки влади. Такі статути називаються «мандатними статутами» або «уповноважуючими статутоми» (чи «уповноважуючими підзаконними актами»). Уповноважуючі статути зазвичай складаються з двох частини: (1) предметної сфери застосування, зазвичай з використанням таких формулювань, як: «Секретар видає нормативні акти для [досягнення певної мети або в межах певної сфери застосування]»; та (2) процедурних вимог, зазвичай для залучення нормотворчих вимог Закону про адміністративні процедури (APA), Закону про скорочення паперової роботи (PRA, кодифікованого в 44 U.S.C. §§ 3501–3521), Закону про регуляторну гнучкість (RFA, кодифікованого у 5 U.S.C. §§ 601–612), а також кількох виконавчих указів (головним чином Виконавчого указу 12866)). Загалом, кожен із цих законів вимагає процесу, що включає: (a) публікацію запропонованих правил у повідомленні про запропоновану нормотворчість (NPRM), (b) аналіз витрат і вигод, (c) запит на публічне обговорення та участь у прийнятті рішення, та (d) прийняття та публікацію остаточного нормативного акту через Федеральний реєстр. Нормотворчість завершується включенням регуляторного нормативного акту до Кодексу федеральних регулювань. Такі регуляторні нормативні акти часто називають «імплементуючими регулюваннями», на відміну від уповноважуючого статуту.

## Процедура публікації
Правила та положення спочатку оприлюднюються або публікуються у Федеральному реєстрі. Кодекс федеральних регулювань (CFR) структуровано за 50 предметними главами. Агентствам надаються повноваження в межах окремих глав. Глави поділені на розділи, частини, секції (підрозділи) та параграфи. Наприклад, 42 CFR § 260.11(a)(1) означатиме «розділ 42, частина 260, секція (підрозділ) 11, параграф (a)(1)». У розмовному мовленні це читатиметься як «сорок два CFR два-шістдесят пункт одинадцять (a) один» («forty-two C F R two-sixty point eleven a one») чи щось на зразок.
Хоча нові регулятивні акти поступово набувають чинності, друковані томи Кодексу федеральних регулювань (CFR) видаються раз на календарний рік за наступним графіком:
- Глави 1–16 оновлюються на 1 січня.
- Глави 17–27 оновлюються на 1 квітня.
- Глави 28–41 оновлюються на 1 липня.
- Глави 42–50 оновлюються на 1 жовтня.

Офіс федерального реєстру також зберігає неофіційну онлайн-версію CFR, e-CFR, яка зазвичай оновлюється протягом двох днів після набрання чинності змін, опублікованих у Федеральному реєстрі. Паралельна таблиця повноважень та правил містить перелік повноважень щодо нормотворчості для нормативних актів, кодифікованих у Кодексі федеральних регулювань (CFR).

## Список глав Кодексу федеральних регулювань (CFR)

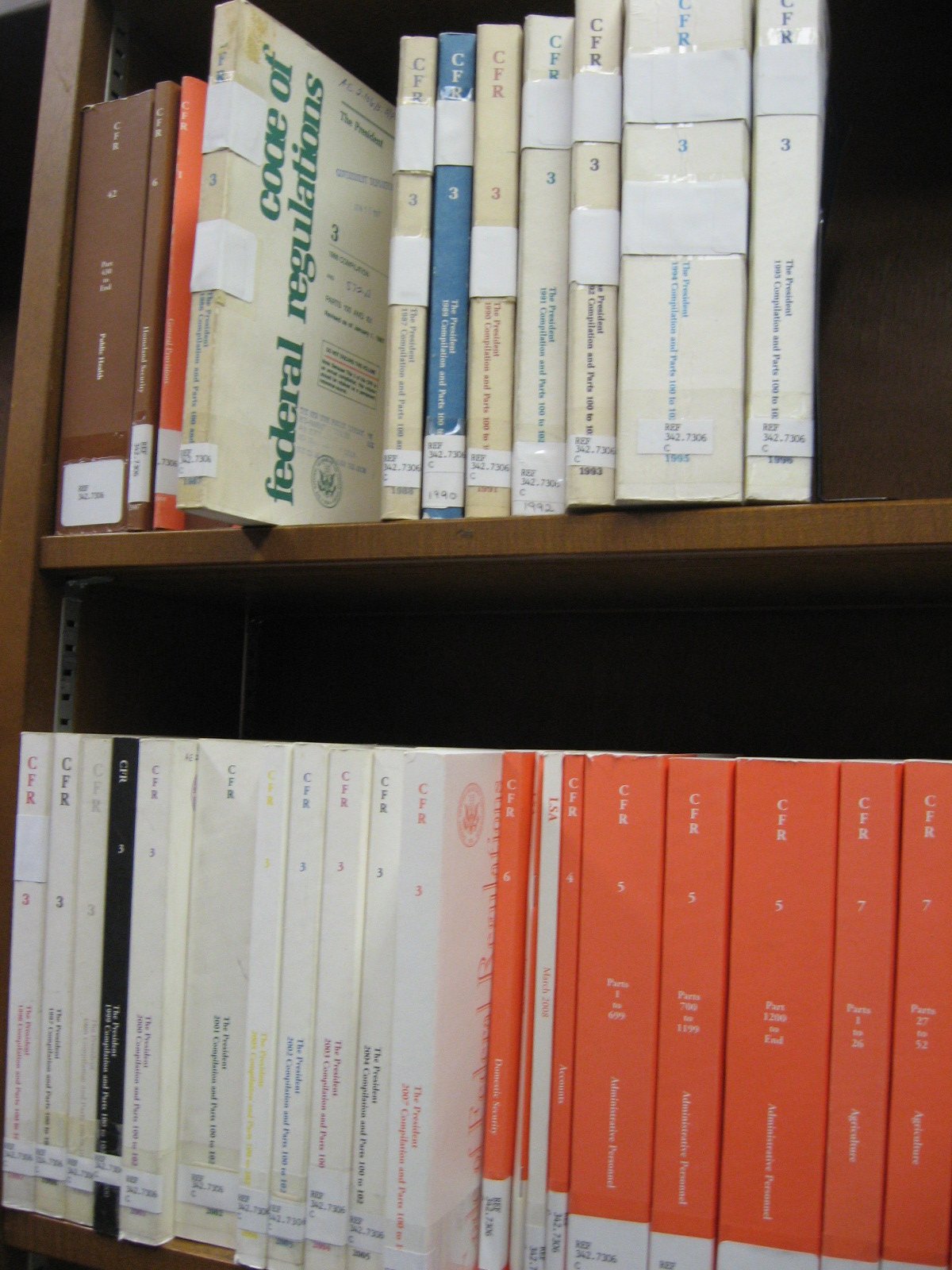
Кодекс федеральних регулювань, в Бібліотеці Мід-Мангеттена. Видання Глави 3, присяченої Президенту, що зберігаються в архіві. Протягом першого року кожного нового президентства том товстішає.

Кодекс федеральних регулювань (CFR) поділено на 50 глав, що репрезентують широкі предметні області:
Глава 1: Загальні положення 

Глава 2: Гранти та угоди 

Глава 3: Президент 

Глава 4: Рахунки 

Глава 5: Адміністративний персонал 

Глава 6: Внутрішня безпека 

Глава 7: Сільське господарство 

Глава 8: Іноземці та громадянство

Глава 9: Тварини та продукти тваринного походження

Глава 10: Енергетика

Глава 11: Федеральні вибори

Глава 12: Банки та банківська справа

Глава 13: Бізнес-кредити та допомога

Глава 14: Аеронавтика та космос (також відомий як Федеральні авіаційні правила)

Глава 15: Комерція та зовнішня торгівля

Глава 16: Комерційна практика

Глава 17: Біржі товарних та цінних паперів

Глава 18: Збереження енергетичних та водних ресурсів

Глава 19: Митні збори

Глава 20: Соціальні гарантії працівників

Глава 21: Їжа та ліки

Глава 22: Зовнішні відносини

Глава 23: Автомагістралі

Глава 24: Житло та міський розвиток

Глава 25: Індіанці

Глава 26: Внутрішній дохід (Податкове управління, також відоме як Положення про казначейство)

Глава 27: Алкоголь, тютюнові вироби та вогнепальна зброя

Глава 28: Судове управління

Глава 29: Праця

Глава 30: Мінеральні ресурси

Глава 31: Гроші та фінанси: Казначейство

Глава 32: Національна оборона

Глава 33: Навігація (Судноплавство) та судноплавні води

Глава 34: Освіта

Глава 35: Зарезервовано (раніше Панамський канал)

Глава 36: Парки, ліси та громадська власність

Глава 37: Патенти, торговельні марки та авторські права

Глава 38: Пенсії, премії та допомога ветеранам

Глава 39: Поштова служба

Глава 40: Захист навколишнього середовища

Глава 41: Державні контракти та управління майном

Глава 42: Громадське здоров'я

Глава 43: Громадські землі: Внутрішня територія

Глава 44: Управління та допомога у надзвичайних ситуаціях

Глава 45: Громадський добробут

Глава 46: Морські (судноплавні) перевезення

Глава 47: Телекомунікації

Глава 48: Система правил федеральних закупівель

Глава 49: Транспорт

Глава 50: Дика природа та рибальство

## Історія
Закон про Федеральний реєстр спочатку передбачав повне зведення всіх існуючих нормативних актів, оприлюднених (прийнятих) до першої публікації Федерального реєстру, але в 1937 році до нього було внесено поправки, щоб забезпечити кодифікацію всіх нормативних актів кожні п'ять років. Перше видання CFR було опубліковано в 1938 році. Починаючи з 1963 року для деяких видань та з 1967 року для всіх видань, Офіс федерального реєстру, почав щорічно публікувати змінені закони, а починаючи з 1972 року публікація почала відбуватись поетапно, щоквартально, відповідно до розкладу.
11 березня 2014 року республіканець Даррелл Ісса вніс Акт про модернізацію Федерального реєстру (HR 4195; 113-й Конгрес) — законопроєкт, який переглядає вимоги до подання документів до Офісу федерального реєстру для їх внесення до Федерального реєстру та публікації зміненого Кодексу федеральних регулювань, згідно з яким зміни до Кодексу будуть доступні онлайн, проте не будуть обов'язковими до друку. Американська асоціація юридичних бібліотек (AALL) рішуче виступила проти законопроєкту, стверджуючи, що він підриває право громадян на отримання інформації, ускладнюючи для громадян пошук нормативних актів свого уряду. За даними AALL, проведене ними опитування «виявило, що громадські представники, бібліотекарі, дослідники, студенти, адвокати та власники малого бізнесу продовжують покладатися на друковану» версію Федерального реєстру. AALL також наполягала на тому, що відсутність друкованих версій Федерального реєстру та CFR означатиме, що 15 відсотків американців, які не користуються Інтернетом, втратять доступ до цих матеріалів. 14 липня 2014 року Палата представників проголосувала за прийняття законопроєкту 386–0. Однак законопроєкт не був прийнятий в Сенаті та був відхилений на початку 114-го скликання Конгресу.

## Активність та редагування упродовж часом
Кодекс федеральних правил — це динамічний документ, який упродовж часу зазнає багатьох змін та редагувань; проте відстежувати ці редагування та їхній вплив складно.

## Кодекс федеральних регулювань в офіційних та громадських джерелах
- Електронний Кодекс федеральних регулювань (eCFR) від GPO
- Кодекс федеральних регулювань (щорічне видання) на GovInfo від GPO
- Кодекс федеральних регулювань у книгарні уряду США GPO
- Кодекс федеральних регулювань (з перехресним посиланням на Кодекс США) з Корнельського університету LII
- Кодекс федеральних регулювань (з перехресним посиланням на Кодекс США) з GovRegs
- Джерела та інструменти для Кодексу федеральних регулювань, безкоштовні та комерційні, з LLSDC.org

## Нотатки
- About Code of Federal Regulations. Government Publishing Office. 9 березня 2017.
- A Research Guide to the Federal Register and the Code of Federal Regulations. Law Librarians' Society of Washington, D.C. 21 липня 2012.
- Report to Congress on the Costs and Benefits of Federal Regulations. Office of Management and Budget. 30 вересня 1997.

- The Federal Register Tutorial / The Federal Register: What It Is and How to Use It. Office of the Federal Register. 15 серпня 2016.